# آی‌سی‌یو مدیکال
آی‌سی‌یو مدیکال (انگلیسی: ICU Medical) شرکت تجهیزات پزشکی آمریکایی است، که در سال ۱۹۸۴ تأسیس شد.